# Phospholambane
Le phospholambane est une protéine du muscle cardiaque qui permet la régulation du taux de Ca2+ cytoplasmique dans les cellules musculaires cardiaques. On peut le caractériser d'inhibiteur endogène de la pompe SERCA. Son gène est PLN situé sur le chromosome 6 humain

## Mécanisme
Dans un cardiomyocyte au repos, le phospholambane inhibe la pompe calcium (pompe SERCA pour Sarcoplasmic endoplasmic REticulum CAlcium pump)  qui permet l'entrée de Ca2+ dans le réticulum sarcoplasmique avec consommation d'ATP.
Le phospholamban peut être phosphorylé par la PKA, ce qui le décroche de la pompe SERCA, qui peut alors pomper le Ca2+ du cytoplasme vers le réticulum sarcoplasmique. Un déficit en phospholambane améliore la contractilité cardiaque.
Le phospholambane peut être influencé par des catécholamines. L'adrénaline, en activant la PKA, favorise l'absorption rapide du Ca2+ dans le réticulum sarcoplasmique en empruntant la voie décrite ci-dessus. Ce mécanisme participe à l'accélération du rythme cardiaque (effet chronotrope). La phosphorylation du phospholambane a un effet lusitrope positif important, permettant ainsi une relaxation plus rapide des cardiomyocytes.

## En médecine
Une mutation du gène est retrouvée dans des cas de cardiomyopathie dilatée et de dysplasie ventriculaire droite arythmogène, le phospholambane muté devenant un « super-inhibiteur » de la pompe calcique.